# Муїмне, Луїгне та Лаїгне
Муїмне, Луїгне, Лаїгне (ірл. — Muimne, Luigne, Laigne) — згідно ірландської середньовічної історичної традиції верховні королі Ірландії, що правили спільно. Час правління: 1272—1269 до н. е. (згідно з «Історією Ірландії» Джеффрі Кітінга) [2] або 1684—1681 р. до н. е. (відповідно до «Хроніки Чотирьох Майстрів») [3]. Три брати, сини Ерімона (ірл. — Érimón) та його дружини Одба (ірл. — Odba). Персонажі багатьох ірландських легенд, міфів, казок, історичних переказів. Після смерті свого батька вирішили правити Ірландією спільно. Але правили тільки три роки. Після трьох років сумісного правління Муїмне помер від чуми в Круахані, Луїгне та Лаїгне були вбиті родичами — кузинами Ером, Орбою, Фероном та Фергною (ірл. — Ér, Orba, Ferón, Fergna) — синами Ебера Фінна (ірл. — Éber Finn) у битві під Ард Ладранн (ірл. — Árd Ladrann) не залишивши спадкоємців. «Книга Захоплень Ірландії» синхронізує їх правління з часом правління Міхреуса та першим роком правління Таутанеса — царів Ассирії (1192—1189 до н. е., згідно хроніці Ієроніма), що сумнівно [1].